# Prix Vittorio Di Capua
Le Prix Vittorio Di Capua est une course hippique de plat se déroulant au mois d'octobre sur l'Hippodrome de San Siro, à Milan (Italie).
C'est une course de Groupe 2 internationale réservée aux chevaux de 3 ans et plus. Elle a été classée Groupe 1 de 1988 à 2017.
Elle se court sur la distance de 1.600 mètres, pour une allocation qui s'élève à 275 000 €.

## Palmarès depuis 1988
| Année                      | Vainqueur         | S/A | Pays        | Père               | Jockey                | Entraîneur           | Propriétaire          | Temps   |
| -------------------------- | ----------------- | --- | ----------- | ------------------ | --------------------- | -------------------- | --------------------- | ------- |
| 2017                       | Amore Hass        | M.3 | Italie      | Azamour            | Cristian Demuro       | Stefano Botti        | Scuderia Rencati      | 1'37"40 |
| Éditions classées Groupe I |                   |     |             |                    |                       |                      |                       |         |
| 2016                       | Waikika           | F.5 | France      | Whipper            | Gérald Mossé          | Yann Barberot        | Philippe Bellaïche    | 1'34"00 |
| 2015                       | Red Dubawi        | M.7 | France      | Dubawi             | Andreas Suborics      | Erika Mäder          | Zilam Bifov           | 1'36"90 |
| 2014                       | Priore Philip     | M.3 | Italie      | Dane Friendly      | Dario Vargiu          | Stefano Botti        | Scuderia Ste Ma       | 1'36"50 |
| 2013                       | Shamalgan         | M.6 | Tchéquie    | Footstepsinthesand | Maxime Guyon          | X.Thomas-Demeaulte   | A. Amirkulov          | 1'35"10 |
| 2012                       | Amaron            | M.3 | Allemagne   | Shamardal          | Mirco Demuro          | Andreas Löwe         | Gestut Winterhauch    | 1'39"70 |
| 2011                       | Dick Turpin       | M.4 | Royaume-Uni | Arakan             | Christophe Soumillon  | Richard Hannon       | John Manley           | 1'33"20 |
| 2010                       | Rio de la Plata   | M.5 | Royaume-Uni | Rahy               | Frankie Dettori       | Saeed bin Suroor     | Godolphin             | 1'38"20 |
| 2009                       | Gladiatorus       | M.4 | Italie      | Silic              | Ahmed Ajtebi          | Saeed bin Suroor     | Godolphin             | 1'38"00 |
| 2008                       | Course annulée**  |     |             |                    |                       |                      |                       |         |
| 2007                       | Linngari          | M.5 | Royaume-Uni | Indian Ridge       | Jimmy Fortune         | Alain de Royer-Dupré | Peter Walichnowski    | 1'37"50 |
| 2006                       | Ramonti           | M.4 | Italie      | Martino Alonso     | Edmondo Botti         | Alduino Botti        | Scuderia Antezzate    | 1'37"80 |
| 2005                       | Anna Monda        | F.3 | Allemagne   | Monsun             | Torsten Mundry        | Peter Rau            | Teruya Yoshida        | 1'41"10 |
| 2004                       | Ancient World     | M.4 | Royaume-Uni | Spinning World     | Frankie Dettori       | Saeed bin Suroor     | Godolphin             | 1'37"80 |
| 2003                       | Le Vie dei Colori | M.3 | Italie      | Efisio             | Dario Vargiu          | Roberto Brogi        | Scuderia Archi Romani | 1'38"20 |
| 2002                       | Slickly           | M.6 | France      | Linamix            | Frankie Dettori       | Saeed bin Suroor     | Godolphin             | 1'42"30 |
| 2001                       | Slickly           | M.5 | France      | Linamix            | Frankie Dettori       | Saeed bin Suroor     | Godolphin             | 1'40"50 |
| 2000                       | Faberger          | M.4 | Allemagne   | Dashing Blade      | Lennart Hammer-Hansen | Erika Mäder          | Gestüt Etzean         | 1'42"00 |
| 1999                       | Muhtathir         | M.4 | Royaume-Uni | Elmaamul           | Frankie Dettori       | Saeed bin Suroor     | Godolphin             | 1'35"20 |
| 1998                       | Waky Nao          | M.5 | Allemagne   | Alzao              | Andrasch Starke       | Andreas Schütz       | Helmut von Finck      | 1'45"40 |
| 1997                       | Devil River Peek  | M.5 | Allemagne   | Silver Hawk        | Andrasch Starke       | Bruno Schütz         | Stall Hoppegarten     | 1'36"30 |
| 1996                       | Mistle Cat        | M.6 | Royaume-Uni | Storm Cat          | Richard Hughes        | Sean Woods           | P. K. L. Chu          | 1'40"30 |
| 1995                       | Nicolotte         | M.4 | Royaume-Uni | Night Shift        | Michael Hills         | Geoff Wragg          | Mollers Racing        | 1'39"60 |
| 1994                       | Port Lucaya       | M.4 | Royaume-Uni | Sharpo             | Kevin Darley          | David Loder          | Lucayan Stud          | 1'49"70 |
| 1993                       | Alhijaz           | M.4 | Royaume-Uni | Midyan             | Willie Carson         | John Dunlop          | Prince A. A. Faisal   | 1'47"90 |
| 1992                       | Alhijaz           | M.3 | Royaume-Uni | Midyan             | Willie Carson         | John Dunlop          | Prince A. A. Faisal   | 1'46"10 |
| 1991                       | Sikeston          | M.5 | Italie      | Lear Fan           | Michael Roberts       | Clive Brittain       | Luciano Gaucci        | 1'43"30 |
| 1990                       | Sikeston          | M.4 | Italie      | Lear Fan           | Michael Roberts       | Clive Brittain       | Luciano Gaucci        | 1'44"10 |
| 1989                       | Just a Flutter    | M.5 | Royaume-Uni | Beldale Flutter    | Michael Roberts       | Michael Jarvis       | F. Wilson             | 1'37"30 |
| 1988                       | Jurado            | M.5 | Italie      | Alleged            | Gianfranco Dettori    | Alduino Botti        |                       | 1'37"90 |